# Diario di una schiappa - La dura verità
Diario di una schiappa - La dura verità (Diary of a Wimpy Kid: The Ugly Truth) è il quinto libro della saga di libri umoristici Diario di una schiappa, scritta da Jeff Kinney. Il volume, come tutti gli altri della serie, è stato pubblicato dalla casa editrice Il Castoro, il 15 febbraio 2012.